# Party Monster
«Party Monster» es una canción grabada por el artista canadiense The Weeknd, de su tercer álbum de estudio Starboy (2016). La canción fue lanzada para descarga digital el 18 de noviembre de 2016, junto con "I Feel It Coming" con el dúo de música electrónica francés Daft Punk, como sencillos promocionales. Fue enviado a la radio urbana estadounidense el 6 de diciembre de 2016, como el tercer sencillo del álbum. La canción cuenta con Lana del Rey en los coros.

## Composición
La canción está escrita en la clave de Mi bemol menor en un compás con un tempo de 77 latidos por minuto. La canción sigue una progresión de acordes de E♭m–D♭–C♭–D♭.

## Video musical
El video musical de "Party Monster" se estrenó el 12 de enero de 2017 y fue dirigido por BRTHR.

## Posicionamiento
| Lista (2016–17)                        | Mejor posición |
| -------------------------------------- | -------------- |
| Australia (ARIA)                       | 33             |
| Austria (Ö3 Austria Top 40)            | 40             |
| Canadá (Canadian Hot 100)              | 8              |
| Denmark (Tracklisten)                  | 16             |
| France (SNEP)                          | 88             |
| Alemania (Media Control AG)            | 34             |
| Irlanda (IRMA)                         | 21             |
| Italy (FIMI)                           | 70             |
| Países Bajos (Mega Single Top 100)     | 27             |
| New Zealand (Recorded Music NZ)        | 27             |
| Noruega (VG-lista)                     | 16             |
| Escocia (Scottish Singles Sales Chart) | 51             |
| Suecia (Sverigetopplistan)             | 26             |
| Suiza (Schweizer Hitparade)            | 21             |
| Reino Unido (UK Singles Chart)         | 17             |
| Estados Unidos (Billboard Hot 100)     | 16             |
| Estados Unidos (Hot R&B/Hip-Hop Songs) | 8              |

## Certificaciones
| Territorio | Organismo certificador | Certificación | Ventas certificadas | Ref.   |
| ---------- | ---------------------- | ------------- | ------------------- | ------ |
| Noruega    | IFPI — Noruega         | Oro           | 5000                | [ 22 ] |

## Historial de lanzamientos
| Región         | Fecha                   | Formato               | Discográfica(s) | Ref.   |
| -------------- | ----------------------- | --------------------- | --------------- | ------ |
| Todo el mundo  | 18 de noviembre de 2016 | Descarga digital      | XO Republic     | [ 23 ] |
| Estados Unidos | 6 de diciembre de 2016  | Urban contemporary    | XO Republic     | [ 24 ] |
| Estados Unidos | 13 de diciembre de 2016 | Rhythmic contemporary | XO Republic     | [ 25 ] |